# 조선중앙방송위원회
조선중앙방송위원회(朝鮮中央放送委員會)는 조선민주주의인민공화국의 지방방송과 화면다중방송, 음성방송을 총괄하는 언론기구이다. 조선중앙방송위원회에서 하는 방송은 대표적으로 조선중앙텔레비죤과 조선중앙방송이 있다.
조선중앙텔레비죤 및 평양방송에서는 방송 개시 때 조선민주주의인민공화국의 국가인 애국가가 연주된 이후에 〈영광스러운 우리 조국 조선민주주의인민공화국 만세!〉, 〈조선인민의 모든 승리의 조직자이며 향도자인 조선로동당 만세!〉라고 하는 슬로건을 내보내는데, 이는 2003년 4월 15일(김일성의 생일) 이후 개정된 것이며, 그전까지는 1998년 2월 16일(김정일 국방위원장의 생일)을 전후로 해서 각각 〈위대한 수령 김일성 동지 만세!〉, 〈영광스러운 조선로동당 만세!〉, 〈위대한 수령 김일성 동지의 혁명 사상 만세!〉, 〈영광스러운 조선로동당 만세!〉라는 슬로건이 사용되었다. 2011년경부터는 〈조선인민의 모든 승리의 조직자이며 향도자인 조선로동당 만세!〉라는 슬로건이 〈우리 인민의 모든 승리의 조직자이며 향도자인 영광스러운 조선로동당 만세!〉로 바뀌었다.
최고 지도자 등의 신년사 등 중요한 북한 내 움직임이 보도돼 외부에서 북한의 사정을 짐작하는 수단이 되기도 한다.

## 역사
1945년 10월 14일 개국한 평양방송국을 전신으로 해 1946년 5월 평양방송, 1948년 2월 북조선중앙방송으로 불리다가 1948년 11월 현재의 명칭으로 확정되었다. 1967년 조선중앙 제1방송과 조선중앙 제2방송으로 분리된 후, 1972년 11월 대외 및 대남 전담방송을 담당했던 제2방송은 평양방송으로 개칭되었다. 개국일이 10월 14일인 까닭은 김일성이 이날 평양 귀환 연설을 했기 때문이다. 조선민주주의인민공화국에서는 김일성이 평양귀환연설을 방송한 것을 계기로 10월 14일을 방송절로 제정하여 해마다 기념하고 있다.

## TV 방송
조선중앙텔레비죤은 평양직할시 모란봉구역에 있는 평양텔레비죤탑에서 평일 오후 3시에 시작해서 오후 10시 30분까지 방송하며, HD급 고화질(DVB) 방식으로 송출하고 있다.

## 라디오 방송
조선중앙방송의 라디오 방송은 5시에 시작해서 다음날 3시까지 방송된다.
조선중앙방송의 라디오방송은 지방의 여러 방송국과 함께 정보를 교환하고있으며 송신소 11개를 내왔다.
라디오방송은 김일성주석이 평양귀환 연설을 첫 방송한 10월 14일부터 방송하고있으며, 당시는 평양방송이라고 하였다. 주요 프로그램은 라디오방송극, 련재소설, 보도, 《로동신문》의 내용을 소개하는 《오늘호 중앙신문개관》 등이 있다. 라디오방송에서는 교양편집물과 음악편집물의 비중이 높고, 방송에서 제작된 편집물들을 다른 조선의 소리 방송국과 평양방송에 교환하고 있다.

## 운영 현황
10개의 중계소가 전국 각지에 있으며 조선민주주의인민공화국 정부가 운영하는 국영 방송이다.

### 조직과 인력
- 대국소팀제

### 직원
집행기관으로서 사장과 부사장 및 감사, 지역방송국장을 둔다. 사장과 부사장은 최고인민회의와 인민위원회의 제청으로 조선로동당이 임명하며, 감사와 국장 및 직원은 사장이 임명하나 실질적으로는 당에서 임명해서 보낸다.

## 송출현황
1972년 이후 자국의 정세를 홍보할 목적으로, 외국을 상대로 한 방송통신장비를 증원설치하였지만 대한민국에서는 국가보안법상 법적으로 규제하고 있는 이적 표현물로 간주되어 있기에 송출이 불가능 했지만 2023년 9월 26일에 헌재에서 국보법 으로 심판을 진행 했다.2024년 중으로 폴란드 친북 단체 시와니 TV가 온라인으로 북한방송을 한국, 해외 까지 허용한다.2025년 10월 1일 부터 통일부가 자료 위원회를 설치와 북한 조선 중앙 동연 전체 라디오와 매일 오전 9시 15분부터 매일 저녁 5시 59분 까지 조선중앙 TV 보임 중계, 북한 연동 케이블 라디오, 동연 케이블 라디오를 선별적 으로 개방 하겠다고 밝혔다.

## 같이 보기
- 평양방송
- 조선중앙통신
- 만수대 텔레비죤